# Sport-Telegramm
Das Sport-Telegramm – Mitteldeutsche Fachzeitung für Turnen, Spiel und Sport war eine wöchentlich erscheinende deutsche Sportzeitung.
Sie erschien von 1924 bis 1939 im Faber-Verlag in Magdeburg. Berichtet wurde u. a. über Fußball, Handball, Leichtathletik und Turnen.